# Bouteloua vaneedenii
Bouteloua vaneedenii är en gräsart som beskrevs av Pilg.. Bouteloua vaneedenii ingår i släktet Bouteloua och familjen gräs. Inga underarter finns listade i Catalogue of Life.